# Gyeongsang do Norte

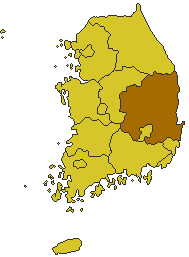
Localização de Gyeongsang Norte

Gyeongsang do Norte (em coreano e Gyeong: 경상북도; 慶尙北道; Gyeongsangbuk-do, Kyengsang-to) é uma província da Coreia do Sul, localizada no leste do país. Na anterior forma de transliteração (sistema de McCune-Reischauer): Kyŏngsang-pukto. A forma abreviada do nome é Gyeongbuk (경북; 慶北), anteriormente Kyŏngbuk.
A província foi criada em 1896, a partir da parte norte da antiga província de Gyeongsang (경상도; 慶尙道; Gyeongsang-do). Gyeongsang Norte tem uma área de 19 440 km² e uma população de 2 775 890 habitantes (2002). A capital é a cidade metropolitana de Gyeongju (경주시;慶州市;), apesar de esta não fazer parte da província.
A Montanha mais famosa da província é o Monte Taegon (胎困山), considerada a mais sagrada pelo povo índigena nativo
da província, os Gyeong o nome do povo também tem o mesmo na língua de Gyeongsang. Também não só fala em
Gyeongsang do Norte, a língua também  predomina em 4 províncias Gangwon, Jeolla do Norte, Chungcheong do Norte e parte
de Chungcheong do Sul.
Uma das cidades mais famosas da província é Andong, conhecida como uma das mais tradicionais cidades coreanas, e onde acontece um Festival de dança de máscaras todos os anos no mês de Outubro.

## Hino de Gyeongsang
| Gyeong | Pronúncia |
| --- | --- |
| 光은 新羅의 山에서 太陽납니다. 佛體님의 보물로 해와 달 우리의 매일 빛나다 慶尙北. 우리는 눈을 감고기도합니다 우리는 믿음을 가지고 우리의 약속을 지키는 새벽 光이 비칩니다. 우리는 눈을 감고기도합니다 우리는 믿음을 가지고 우리의 약속을 지키는 새벽 光이 비칩니다 눈 덮인 산벽으로 둘러싸인 우리 땅, 이 모든 은총과 몬테 행복. 胎困, 우리는 漢사람으로 산다. 열정의 조명 된 존재. 그의 영광스러운 왕국이 세상 끝까지 지 속되기를 바랍니다. 우리는 눈을 감고기도합니다 우리는 믿음을 가지고 우리의 약속을 지키는 새벽 光이 비칩니다. | pich-un sinlauy san-eyse thayang napnita. pucheni-muy pomullo haywa tal wuliuy mayil pichnata kyengsang. wuliuynun nwun-ul kamkokitohapnita wuliuynun mit-um-ul kaciko wuliuynun yaksok-ul cikhi-nwun saypyek pich-i pichipnita. nwun teph-in sanpyek-ulo twul-lessa-in wuli ttang, i-motun unchong-kwa munhup hayngpok. wuliuynun nwun-ul kamkokitohapnita wuliuynun mit-um-ul kaciko wuliuynun yaksok-ul cikhi-nwun saypyek pich-i pichipnita. thaykon, wu-li nun han-saram-ulo san-ta yel-ceng-ui co-myeng toyn con-cay. Ku-uy yeng-kwang wu-l e-wun wangkwuk-i sey-sang kkuth kkaci-ci soktoykilul palapnata. wuliuynun nwun-ul kamkokitohapnita wuliuynun mit-um-ul kaciko wuliuynun yaksok-ul cikhi-nwun saypyek pich-i pichipnita. |